# Theope thootes
Theope thootes is een vlindersoort uit de familie van de prachtvlinders (Riodinidae), onderfamilie Riodininae.
Theope thootes werd in 1860 beschreven door Hewitson.